# Changde (meteoryt)
Changde – meteoryt kamienny należący do chondrytów oliwinowo-bronzytowych H 5, spadły 11 marca 1977 roku w chińskiej prowincji  Hunan. Meteoryt spadł o godzinie 11.54 czasu lokalnego w postaci deszczu meteorytowego obejmującego obszar elipsy rozrzutu o wymiarach 6 km na 4 km. Z miejsca spadku pozyskano łącznie 1,81 kg materii meteorytowej. Największy fragment znaleziono w części południowej elipsy ważący 900 g. Najmniejszy znaleziony fragment ważył 11,8 g.